# Apol·loni de Sardes
Apol·loni -Ἀπολλώνιος (grec antic)- fou un màrtir cristià de Sardes (Lídia, prop de l'actual Sart, a Turquia), que va morir al voltant de l'any 300 dC. És venerat com a sant en totes les confessions cristianes.
Era nadiu de Sardes. Cristià convers, va emprendre un seguit viatges per evangelitzar. Va ser denunciat i el van detenir. Encadenat el van interrogar davant el prefecte d'Icònia. Va refusar d'abjurar i de donar culte a l'emperador, per la qual cosa fou condemnat a mort i crucificat. L'execució es va fer a Iconi (Licaònia, actual Konya, Turquia), sota el comandament del prefecte Perí. Va morir crucificat.
Venerat com a màrtir des de llavors, és representat mentre és fuetejat o crucificat, o com a diaca en una pira funerària.
La seva festa és el 10 de juliol.